# 一戶町
一戶町（日语：／ Ichinohe machi */?）是位於日本岩手縣北部的町，隸屬於二戶郡。町名源自於中世紀統治當地的南部氏將其領地從一戶劃分至九戶，故得名「一戶」。轄區被北上山地與奧羽山脈包圍，馬淵川流經城鎮中心並往北流，當地人口則集中在一戶與奧中山地區。一戶町在江戶時代為盛岡藩的領地，現今當地以境內的世界文化遺產御所野遺跡而聞名。

## 地理
一戶町境內約75%的面積被山林與原野覆蓋。東部坐落著小倉山、傾城峠、就志森等北上山地的山谷，西南部則是以海拔1018公尺的西岳為中心的奧羽山脈高原。而發源於西岳的多條河川多在町内與馬淵川匯流。

### 氣候
一戶町屬於高地氣候，夏季較為涼爽且冬季寒冷。11月上旬當地開始降雪，隔年2月的積雪深度可達35至70公分。

## 歷史
一戶町自古時候便有人類居住，境內屬於繩紋時代中後期的御所野遺跡曾出土配石遺跡與大量的石器、土器等文物。御所野遺跡則於於2021年被列為日本北部的繩紋史前遺址群之一，並且被聯合國教科文組織登陸為世界文化遺產。而在一千多年以前，當時的聚落多分佈在馬淵川的流域上。
平安時代，一戶地區的山區地帶開始進行開發。文治5年（1189年），甲斐國的南部光行因在奧州合戰中立下戰功，而被源賴朝授予此地在內的陸奧國糠部五郡。南部氏為管理領地内飼養戰馬的牧場，將糠部郡劃為一戶至九戶，而當地也因此得名為「一戶」。安土桃山時代，九戶政實趁著豐臣秀吉實施奧州仕置之際於天正19年（1591年）3月舉兵反抗，為九戶政實之亂。動亂結束後，當地成為盛岡藩的領地，並由南部氏統治。
明治22年（1889年），日本在當地實施町村制，並將一戶村與高善寺村合併成一戶町。昭和32年（1957年）11月1日，一戶町、小鳥谷村、鳥海村、浪打村與姉帶村合併成現今的一戶町。

## 行政
現任町長小野寺美登於2021年11在選舉中當選，其任期將持續至2025年11月。

## 經濟
根據日本2015年的國勢調查統計，一戶町的就業人口中有20.4%從事第一級產業，25.5%的就業人口從事第二級產業，53.9%則從事第三級產業。

## 教育
一戶町内共有6所小學校、2所中學校與1所高等學校（岩手縣立一戶高等學校）。根據2022年5月的統計，境內的小學校學生總人數為401人，中學校共有231名學生，高等學校則共有230名學生。

## 交通
國道4號與八戶自動車道通過一戶町，其中八戶自動車道在境內設置一戶交流道。鐵路方面，IGR岩手銀河鐵道的岩手銀河鐵道線通過轄區，並在境內設置一戶站、小鳥古站、小繫站與奧中山高原站。